# جاي واتسون
جاي واتسون (بالإنجليزية: Jay Watson)‏ هو كاتب أغاني ومغني وعازف قيثارة أسترالي، ولد في 27 مايو 1990 في أستراليا.

## وصلات خارجية
- جاي واتسون على موقع ميوزك برينز (الإنجليزية)
- جاي واتسون على موقع ديسكوغز (الإنجليزية)